# Deglet nour
La deglet nour (en arabe : دڨلة نور, en berbère : ⴷⴳⵍⵜ ⵏⵓⵕ) est une variété de dattes originaire d'Algérie. Elle est principalement cultivée dans le Bas Sahara, en Algérie (dans les régions des Zibans, du Souf et de l'Oued Righ) et en Tunisie (dans les régions du Jérid et du Nefzaoua).
La deglet nour est extra-moelleuse, charnue et sa peau est très fine, sa couleur est claire, dorée et translucide, son noyau est petit.

## Étymologie
Le nom signifierait « datte à noyau apparent », le fruit étant translucide quand il est mûr : deglet signifie « doigt » ou « datte », et nour « lumière ».
La deglet nour est parfois qualifiée de « reine des dattes » ou de « soleil en miniature », mais le titre est disputé par une longue liste d'autres cultivars.

## Origine et histoire

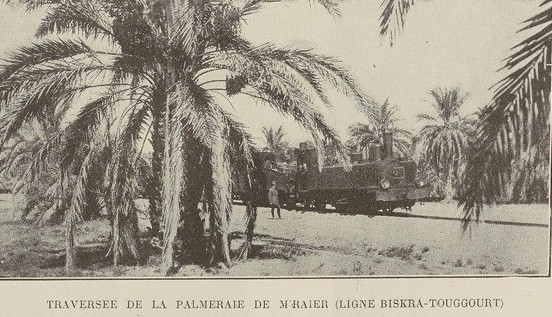
Palmeraie de El M'Ghair, début du XXe siècle.

Jeunes palmiers dattiers Deglet-Nour (Tolga, Algérie), début du XXe siècle.

La deglet nour est issue d'une mutation et serait originaire de l'Oued Righ, apparu en fin du XIIIe siècle ou au début du XIVe siècle. Plusieurs ouvrages et récits anciens appuient la thèse de la présence ancienne de la deglet nour en Algérie, notamment : Le Palmier-dattier de Pierre Munier ; L'Algérie : un siècle de colonisation française de Félix Falck ; Un voyage au pays des dattes de Jean-Henri Fabre ; ou le Bulletin de la Société botanique de France[réf. nécessaire]. 
Pierre Munier mentionne que le fruit y est introduit à la fin du XIIIe siècle ou au début du XIVe siècle depuis Tolga vers les environs de Biskra jusqu'à l'Oued Righ, puis vers 1600 dans le Sud tunisien par un planteur de Tozeur dénommé Sidi Touati.[réf. nécessaire]
Les palmeraies de l'Oued Righ sont anciennes. Les dattes de la région étaient commercialisées en deçà des limes, en zone romanisée. Une inscription latine trouvée à Zraia (agglomération du Hodna), datée de 202, mentionne les dattes parmi les denrées et marchandises commercialisées dans le marché. 
Il existe plusieurs légendes locales sur l'origine de la Deglet nour. Une légende musulmane situe son origine en Arabie, Noura serait le prénom d'une femme de Mahomet. D'après les traditions de Touggourt, l'origine est attribuée à la fille de Tenhih Moussa El Talaoui, roi de Tala, l'ancienne capitale de l'Oued Righ, sa fille dénommée Aicha Bent Tenhih était très belle et surnommée Lala Noura en raison de sa beauté.
Pour expliquer l'importance numérique de ce cultivar, il faut se souvenir que ce fut le cultivar choisi par les colonisateurs de l'Algérie, dès les années 1870 et 1880, car adapté à l'exportation vers le marché européen, tandis que des centaines d'autres cultivars étaient relégués en variétés communes. C'est l'agriculture coloniale qui invente la palmeraie moderne qui se démarque des palmeraies anciennes en ce qu'elle exclut les dizaines de plantes cultivées habituellement en oasis au bénéfice du seul dattier et, parmi les dattiers, au bénéfice de la seule deglet nour. Cette monoculture a souvent été la cause indirecte des problèmes d'irrigation des palmeraies anciennes, car les forages modernes percés pour l'irriguer ont souvent asséché les sources anciennes des autres palmeraies.

## Production
La deglet nour est principalement cultivé dans le Bas Sahara qui s'étend de part et d'autre de la frontière algéro-tunisienne, en Algérie (dans la région des Zibans, près de Biskra, dans le Souf, et dans l'Oued Righ) et en Tunisie (dans la région du Jérid et au Nefzaoua dans le sud du pays). Le Mzab constitue sa limite occidentale et El Menia en est la limite méridionale. Il a été introduit dans les États arides du sud-ouest des États-Unis (Californie, Arizona et Texas), où le climat ressemble à celui de l'Afrique du Nord et où fut importé ce cultivar au début du XXe siècle. La deglet nour, dans beaucoup de zones où elle a été introduite, ne donne que des résultats médiocres (Fezzan) ou à peine satisfaisants (Californie).
L'Algérie, avec un patrimoine phœnicicole de plus de 18 millions de dattiers, tient une bonne place parmi les pays producteurs et exportateurs de dattes au Monde. Elle produit 630 000 tonnes de dattes, dont quelque 240 000 de deglet nour en 2009, et la Tunisie 110 000 tonnes dont 63 % de deglet nour selon le ministère de l'Industrie tunisienne, qui précise que la Tunisie est le premier exportateur en valeur de deglet nour mais le deuxième producteur derrière l’Algérie.
Il existe d'autres variétés de dattes proches de la deglet nour. La tifizouine, produite surtout dans la palmeraie d'Ouargla, qui a une apparence similaire sans en avoir les qualités gustatives, est parfois commercialisée sous l'appellation de deglet nour. Dans les palmeraies du Jérid et dans quelques vergers de Biskra, on trouve la menakher, très voisine de la deglet nour qui semble être son clone, mais sa production est médiocre. Les productions du Souf sont unanimement reconnues comme les meilleures.

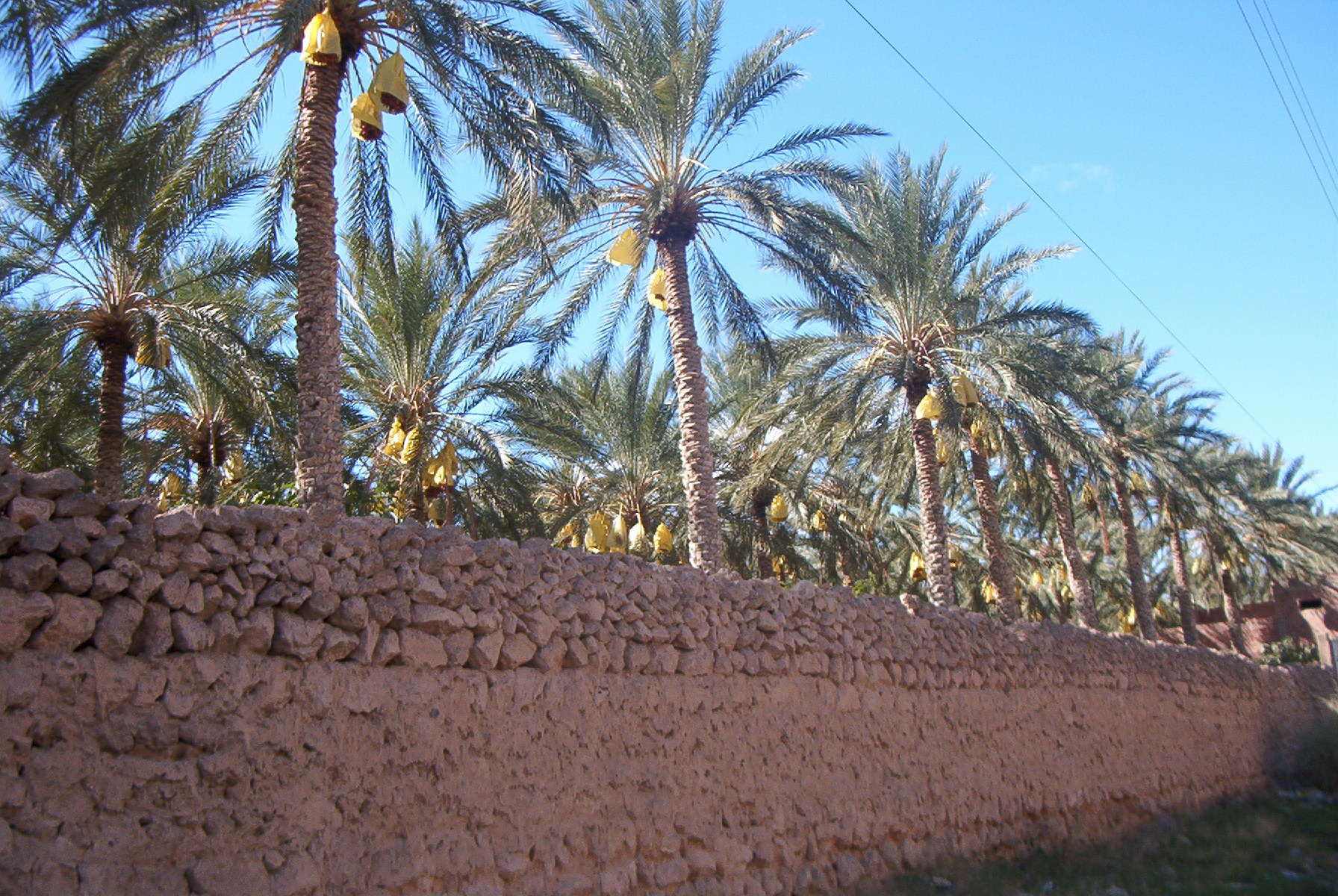
Dattier de l'oasis de Tolga (Algérie).
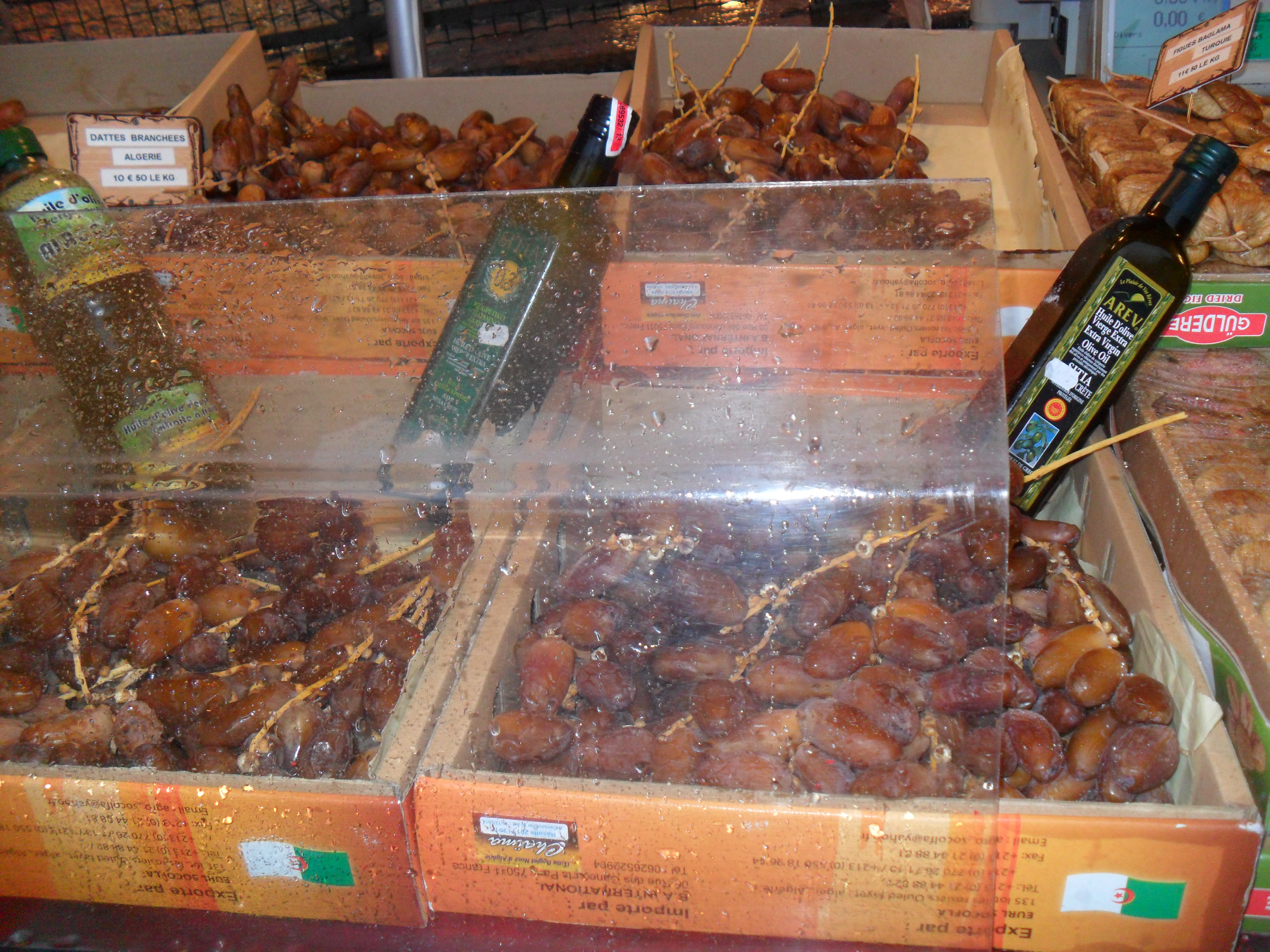
Deglet nour algériennes exportées dans le monde.

## Composition
La deglet nour est particulièrement riche en apports énergétiques, 280 kcal par 100 grammes (environ 10 dattes). 
Fraîche, elle est composée de 70 % d'eau, de sucres et de vitamine C. Elle est à forte teneur en sucre, dont 38 % de saccharose, son arôme est dû à une légère teneur en coumarine. Elle contient aussi des sels minéraux.

## Label
Le label deglet nour de Tolga est une appellation protégée par les autorités algériennes, notamment par le ministère de l'Agriculture et du Développement rural. De plus, ce label se voit attribuer une indication géographique, néanmoins, ce label ne concerne que le produit de Tolga, d'où son appellation.